# Mista Thug Isolation
Albums de Lil Ugly Mane
Three Sided Tape Volume One
Mista Thug Isolation est le premier album studio du rappeur Lil Ugly Mane.

## Contenu
Hormis l'apparition de quelques rappeurs invités, l'album est entièrement conçu par Lil Ugly Mane, qui produit l'album et en designe la pochette en plus de rapper. L'identité musicale de l'album est inspirée par le rap de Memphis des années 1990 ainsi que par le travail de DJ Screw,.

## Réinterprétation
En 2012, Lil Ugly Mane sort une réinterprétation free jazz de l'album sous le pseudonyme Dale Kruegler.

## Éditions
L'album est initialement seulement disponible de manière digitale sur la plateforme Bandcamp. Il bénéficie ensuite de plusieurs rééditions en vinyle sur le label italien Hundebiss. En août 2017, l'album sort sur les plateformes de streaming et de téléchargement.

## Accueil critique
À sa sortie, Playlist Society juge que l'album « mélange habilement un horrorcore mis à jour et un goût prononcé pour les clichés les plus essentiels d'un style gangsta dont il aura pris soin d'utiliser tous les codes musicaux ». Le webzine estime cependant que l'« on aurait pu espérer que Mista Thug Isolation évite les quelques écueils du trop-plein et sache se faire violence pour filtrer encore davantage ».
En 2017, selon Pitchfork, Mista Thug Isolation est « l'un des albums de rap underground les plus déterminants de la décennie ». Le site lui attribue une note de 8,2 sur 10.
En 2019, Mini Music Critic écrit que l'album est « si insolite et si amusant qu'il s'impose comme un véritable classique ».
En 2020, Goûte mes disques le qualifie comme étant « l'aboutissement parfait de ce que l'oeuvre de la Three 6 Mafia ou de Tommy Wright III ont mis sur la table, sans cet écrin lo-fi qui leur fait défaut aujourd'hui ».

## Liste des titres
| No  | Titre                                             | Producteur | Durée |
| --- | ------------------------------------------------- | ---------- | ----- |
| 1.  | Mista Thug Isolation (12th Movement)              | Shawn Kemp | 2:48  |
| 2.  | Serious Shit                                      | Shawn Kemp | 3:36  |
| 3.  | Maniac Drug Dealer III                            | Shawn Kemp | 2:07  |
| 4.  | Radiation (Lung Pollution) (avec Supa Sortahuman) | Shawn Kemp | 4:31  |
| 5.  | Slick Rick                                        | Shawn Kemp | 4:15  |
| 6.  | Wishmaster                                        | Shawn Kemp | 3:59  |
| 7.  | Alone and Suffering (Interlude)                   | Shawn Kemp | 1:51  |
| 8.  | Bitch I'm Lugubrious                              | Shawn Kemp | 4:32  |
| 9.  | Cup Fulla Beetlejuice                             | Shawn Kemp | 3:30  |
| 10. | Breeze Em Out                                     | Shawn Kemp | 3:36  |
| 11. | Hoeish Ass Bitch                                  | Shawn Kemp | 3:56  |
| 12. | Mona Lisa Overdrive                               | Shawn Kemp | 3:30  |
| 13. | Twistin' (avec Denzel Curry)                      | Shawn Kemp | 4:21  |
| 14. | No Slack in My Mack                               | Shawn Kemp | 5:30  |
| 15. | Lookin 4 tha Suckin                               | Shawn Kemp | 3:00  |
| 16. | Lean Got Me Fucked Up                             | Shawn Kemp | 4:12  |
| 17. | Throw Dem Gunz                                    | Shawn Kemp | 3:27  |
| 18. | Last Breath (Outroduction)                        | Shawn Kemp | 1:45  |